# ريك أوستين
ريك أوستين (بالإنجليزية: Rick Austin)‏ هو سياسي أمريكي، ولد في 6 يونيو 1966. حزبياً، نشط في الحزب الجمهوري. وقد انتخب عضو مجلس نواب جورجيا.